# Nina Tessa Zahner
Nina Tessa Zahner (* 1972 in Nürnberg) ist eine deutsche Soziologin. Seit 2017 ist sie Professorin für Soziologie an der Kunstakademie Düsseldorf. Ausgehend von Soziologischer Theorie arbeitet sie im Bereich der Soziologie der Künste und des Ästhetischen Theorie. Zahner ist Sprecherin des Arbeitskreises Soziologie der Künste in der Deutschen Gesellschaft für Soziologie und Mitherausgeberin der Online-Zeitschrift Artis Observation. Von 2016 bis 2022 war sie Mitglied im Vorstand des Fachverbandes für Kulturmanagement. Zahners Forschungs- und Arbeitsschwerpunkte umfassen primär die Soziologie der Künste, des Ästhetischen und des Wahrnehmens, Soziologische Theorie, Soziologie der Soziologie und Geschichte der Soziologie.

## Wissenschaftlicher Werdegang
Zahner studierte Soziologie mit Schwerpunkt Soziologische Theorie, Methoden der empirischen Sozialforschung, Kommunikationswissenschaften und Kulturanthropologie in Erlangen, Bamberg und London. Von 2004 bis 2005 leitete sie die Sommerakademie Kunst leben! der Universität Augsburg. 2005 promovierte sie im Fach Soziologie bei Richard Münch an der Universität Bamberg zu den »Neuen Regeln der Kunst. Andy Warhol und der Umbau des Kunstbetriebs im 20. Jahrhundert«.
Hieran schloss sich ein Forschungsaufenthalt in New York City (USA) als post-doc Stipendiatin der Universität Bamberg an. Von 2006 bis 2010 war sie wissenschaftliche Mitarbeiterin am Institut für Kulturwissenschaften der Universität Leipzig und wurde dort 2010 zur Junior-Professorin für »Kulturmanagement und Soziologie des kulturellen Feldes« berufen. Seit 2017 ist sie Professorin für Soziologie an der Kunstakademie Düsseldorf.

## Mitgliedschaft in Forschungsverbünden
- Seit 2018 Sprecherin des AK Soziologie der Künste in der Deutschen Gesellschaft für Soziologie (DGS)[1]
- Seit 2018 Mitglied im Vorstand des Research Committees Sociology of the Arts (RC 37) der International Sociological Association (ISA)
- 2016–2022 Mitglied im Vorstand des Fachverbandes für Kulturmanagement, 2018–2022 stellv. Vorsitzende
- Gutachtertätigkeiten für: Deutsche Forschungsgesellschaft (DFG), Schweizerischer Nationalfonds, Österreichische Nationalbank Jubiläumsfonds, Zeitschrift poetics, Zeitschrift für Soziologie (ZfS), Österreichische Zeitschrift für Soziologie (ÖZS), Zeitschrift Human Studies, Kulturstiftung des Freistaats Sachsen

## Schriften

### Monografien
- Die neuen Regeln der Kunst. Andy Warhol und der Umbau des Kunstbetriebs im 20. Jahrhundert. Campus, Frankfurt am Main 2006, ISBN 978-3-593-38038-4.

### Herausgeberschaften
- Herausgeberin der Zeitschrift ARTIS OBSERVATIO. Allgemeine Zeitschrift für Kunstsoziologie und Soziologie der Künste.[2]
- zus. mit Christiane Schürkmann: „Wahrnehmen als soziale Praxis“, in: Christiane Schürkmann, Nina Tessa Zahner, Wahrnehmen als soziale Praxis, Reihe „Kunst und Gesellschaft“, Wiesbaden: Springer VS, 2021 doi:10.1007/978-3-658-31641-9
- zus. mit Cornelia Escher: Begegnung mit dem Materiellen. Erfahrung mit Materialität in Architektur, Kunst und Digitalem, Bielefeld: Transcript, 2021. ISBN 978-3-8376-5160-7
- zus. mit Uta Karstein: Autonomie der Kunst?! Zur Aktualität eines gesellschaftlichen Leitbildes. Perspektiven der Kunstsoziologie III, Reihe „Kunst und Gesellschaft“, Springer VS: Wiesbaden, 2016. doi:10.1007/978-3-658-10406-1

### Artikel
- Öffentlichkeiten als symmetrische Assoziationen. Bruno Latours Überforderung des Ästhetischen. in: Simone Jung/Miira Hill/Victor Kempf (Hrsg.), Entgrenzte Öffentlichkeit. Debattenkulturen im politischen und medialen Wandel, Bielefeld: transcript 2023 https://www.transcript-verlag.de/media/pdf/90/35/f1/oa9783839463352.pdf
- Bruno Latours ästhetisierte Mythologie des Sozialen. Zum Verhältnis von Wissenschaft, Ästhetik und Politik bei Bruno Latour. Artis Observatio 2 (2023), 93-125. https://www.biejournals.de/index.php/ao/article/view/6079/5714
- Museen als Experimentallabore. Rezension zu „Machtverhältnisse und Interaktionen im Museum“ von Nicole Burzan und Jennifer Eickelmann. Soziopolis, 26.10.22, 251-274. https://www.soziopolis.de/museen-als-experimentallabore.html
- Pierre Bourdieu „Elemente zu einer soziologischen Theorie der Kunstwahrnehmung“ In: Uta Karstein (Hrsg.) Kunstsoziologie. De Gruyter Oldenbourg, 2023. (im Erscheinen)
- Art Perception and Power. A Plea for Relational Sociological Aesthetics. In: Gaupp, L., Barber-Kersovan, A., Kirchberg, V. (eds) Arts and Power. Kunst und Gesellschaft. Springer VS, Wiesbaden, 2022. doi:10.1007/978-3-658-37429-7_5
- Mit Max Weber gegen die Wiederverzauberung des sozialwissenschaftlichen Denkens? In : Maurer, Andrea: Mit Leidenschaft und Augenmaß. Zur Aktualität von Max Weber, Campus: Frankfurt, 2021. ISBN 978-3-593-51360-7
- „Das Publikum als Ort der Auseinandersetzung um legitime Formen des Kunst- und Weltwahrnehmens“, in: Schürkmann, Christiane; Zahner, Nina Tessa, Wahrnehmen als soziale Praxis, Reihe „Kunst und Gesellschaft"“, Wiesbaden: Springer VS, 2021 doi:10.1007/978-3-658-31641-9
- zus. mit Christiane Schürkmann: „Wahrnehmen als soziale Praxis“, in: Christiane Schürkmann, Nina Tessa Zahner, Wahrnehmen als soziale Praxis, Reihe „Kunst und Gesellschaft“, Wiesbaden: Springer VS, 2021 doi:10.1007/978-3-658-31641-9
- „Kunstwahrnehmen im Ausstellungskontext. Das Go-Along Interview als Instrument zur Rekonstruktion des perceptual space in Kunstausstellungen“, in: Cornelia Escher, Nina Tessa Zahner, Begegnung mit dem Materiellen. Erfahrung mit Materialität in Architektur, Kunst und Digitalem, Bielefeld: Transcript, 2021 ISBN 978-3-8376-5160-7
- zus. mit Cornelia Escher: „Begegnung mit dem Materiellen in Architekturgeschichte und Soziologie“, in: Cornelia Escher, Nina Tessa Zahner, Begegnung mit dem Materiellen. Erfahrung mit Materialität in Architektur, Kunst und Digitalem, Bielefeld: Transcript, 2021 ISBN 978-3-8376-5160-7
- Zwischen Sinnlichkeit und Sinn. Kulturen der Kunstbetrachtung. In: Berli, O., Nicolae, S., Schäfer, H. (eds) Bewertungskulturen. Soziologie des Wertens und Bewertens. Springer VS, Wiesbaden, 2021. doi:10.1007/978-3-658-33409-3_5
- »Soziologie« im Beitrag »Kunst« im Lexikon der Görres-Gesellschaft zur Pflege der Wissenschaft: Staatslexikon. Recht, Wirtschaft, Gesellschaft, völlig neu bearb. 8. Aufl. Freiburg i. Br.: Herder, 2019 https://www.staatslexikon-online.de/Lexikon/Kunst
- „Christoph Schlingensief als Herausforderung für die soziologische Theoriebildung“, in: Lore Knapp et al. (Hrsg.), Christoph Schlingensief und die Avantgarde, 2019, Paderborn: Fink, 2019, S. 293–313 ISBN 978-3-7705-6413-2
- „The Economization of the Arts and Culture Sector in Germany After 1945“, in: Victoria D. Alexander et al. (Hrsg.), Art and the Challenge of Markets I, Cham: Springer International Publishing, 2018, S. 95–124 doi:10.1007/978-3-319-64586-5
- „Jürgen Habermas und die Kunst“, in: Christian Steuerwald (Hrsg.), Klassiker der Kunstsoziologie. Prominente und wegweisende Ansätze, Reihe: Kunst und Gesellschaft, Wiesbaden: Springer VS, 2017 doi:10.1007/978-3-658-01455-1
- „Die Heteronomie des Marktes“, in: Uta Karstein, Nina Tessa Zahner (Hrsg.), Autonomie der Kunst?! Zur Aktualität eines gesellschaftlichen Leitbildes. Perspektiven der Kunstsoziologie III, Reihe „Kunst und Gesellschaft“, Wiesbaden: Springer VS, 2017 doi:10.1007/978-3-658-10406-1
- „Autonomie der Kunst?! Zur Aktualität eines gesellschaftlichen Leitbildes“, in: Uta Karstein u. Nina Tessa Zahner (Hrsg.), Autonomie der Kunst?! Zur Aktualität eines gesellschaftlichen Leitbildes. Perspektiven der Kunstsoziologie III, Reihe „Kunst und Gesellschaft“, Wiesbaden: Springer VS, 2017 doi:10.1007/978-3-658-10406-1
- zus. mit Uta Karstein: „Anfragen an die Soziologie des Publikums“, in: Routinen der Krise – Krise der Routinen, Tagungsband zum 37. Kongress der Deutschen Gesellschaft für Soziologie in Trier, Onlinepublikation der DGS, 2015 (open access) https://publikationen.soziologie.de/index.php/kongressband_2014/article/view/44
- zus. mit Uta Karstein: „Autonomie und Ökonomisierung der Kunst. Vergleichende Betrachtungen von System- und Feldtheorie“, in: Martina Franzen, Arlena Jung, David Kaldewey, Jasper Korte (Hrsg.), Autonomie revisited – Beiträge zu einem umstrittenen Grundbegriff in Wissenschaft, Kunst und Politik, Sonderband 2 der Zeitschrift für Theoretische Soziologie, 2014, S. 188–210 https://www.beltz.de/fachmedien/soziologie/produkte/details/7969-autonomie-revisited.html
- „Das Laienpublikum als Herausforderung für die Feldanalyse“, in: Dagmar Danko, Olivier Moeschler, Florian Schumacher (Hrsg.), Kunst und Öffentlichkeit. Perspektiven der Kunstsoziologie II, Reihe „Kunst und Gesellschaft“, Wiesbaden: Springer VS, 2014, S. 187–210 doi:10.1007/978-3-658-01834-4
- „Zur Soziologie des Ausstellungsbesuchs. Positionen der soziologischen Forschung zur Inklusion und Exklusion von Publika im Kunstfeld“, in: Sociologia Internationalis. Europäische Zeitschrift für Kulturforschung, Band 50, Heft 1/2, 2012, S. 209–232 https://www.duncker-humblot.de/zeitschrift/sociologia-internationalis-socint-12/?page_id=1
- „Inklusion und Exklusion im Konsumptionsfeld der Bildenden Kunst“, in: Stefan Bernhard u. Christian Schmidt-Wellenburg (Hrsg.), Feldanalyse als Forschungsprogramm, Band 2, Frankfurt am Main: Campus, 2012, S. 340–361 doi:10.1007/978-3-531-94259-9_2
- „Die heterogene Praxis des Ausstellungsbesuchs im zeitgenössischen Kunstfeld. Eine Herausforderung für die Kulturtheorie Pierre Bourdieus?“, in: Daniel Šuber, Hilmar Schäfer, Sophia Prinz (Hrsg.), Pierre Bourdieu und die Kulturwissenschaften. Zur Aktualität eines undisziplinierten Denkens, Konstanz: UVK-Verl.-Ges, 2011, S. 253–273 https://kops.uni-konstanz.de/handle/123456789/35195
- „Die Selektivität des Publikums zeitgenössischer Kunst als Herausforderung für die Rezeptionstheorie Pierre Bourdieus?“, in: Sigrid Bekmaier-Feuerhahn, Karen den van Berg, Steffen Höhne, Rolf Keller, Birgit Mandel, Martin Tröndle und Tasos Zembylas (Hrsg.), Jahrbuch für Kulturmanagement. Theorien für den Kultursektor, Bielefeld: Transcript, 2010, S. 55–75 ISBN 978-3-8376-1641-5
- „Die Kunst der Inszenierung. Die Transformation des Kunstfeldes der 1960er Jahre als Herausforderung für die Kunstfeldkonzeption Pierre Bourdieus“, In: Christian N. Wolf, Markus Joch, York-Gothart Mix, Mediale Erregungen? Autonomie und Aufmerksamkeit im Literatur- und Kulturbetrieb der Gegenwart, Tübingen: Niemeyer, 2009, S. 289–308 doi:10.1515/9783484971431.1
- „Kunst zwischen Kulturindustrie und Hochkultur: Andy Warhol und die Transformation des Kunstfeldes in den 1960er Jahren“, in: Sonderheft „Kunstmarkt“ der ÖZG, 17. Jg., Heft 2&3, 2006, S. 189–218 https://journals.univie.ac.at/index.php/oezg/issue/view/328